# Гальяно-Атерно
Гальяно-Атерно, Ґальяно-Атерно (італ. Gagliano Aterno) — муніципалітет в Італії, у регіоні Абруццо,  провінція Л'Аквіла.
Гальяно-Атерно розташоване на відстані близько 105 км на схід від Рима, 37 км на південний схід від Л'Акуїли.
Населення — 246 осіб (2014).
Щорічний фестиваль відбувається 11 листопада. Покровитель — святий Мартин.

## Демографія
Населення за роками:

Станом на 1 січня 2023 року в муніципалітеті офіційно проживало 36 іноземців з 7 країн, серед них 29 громадян країн Євросоюзу та 4 громадяни України.

## Сусідні муніципалітети
- Кастельвеккьо-Субекуо
- Челано
- Сечинаро